# Dicerorhinus
Dicerorhinus — рід родини Rhinocerotidae, що складається з одного сучасного виду, D. sumatrensis і кількох вимерлих видів. Рід, ймовірно, виник у середньому та пізньому пліоцені Північного Індокитаю та Південного Китаю. Багато видів, віднесених до роду, ймовірно, насправді належать до Stephanorhinus.